# King Crimson/Diskografie
Diese Diskografie ist eine Übersicht über die musikalischen Werke der britischen Progressive-Rock-Band King Crimson. Den Schallplattenauszeichnungen zufolge hat sie bisher mehr als 800.000 Tonträger verkauft, davon alleine in ihrer Heimat über 100.000.

## Alben

### Studioalben
| Jahr | Titel Musiklabel                                             | Höchstplatzierung, Gesamtwochen, AuszeichnungChartplatzierungen (Jahr, Titel, Musiklabel, Platzierungen, Wochen, Auszeichnungen, Anmerkungen) | Höchstplatzierung, Gesamtwochen, AuszeichnungChartplatzierungen (Jahr, Titel, Musiklabel, Platzierungen, Wochen, Auszeichnungen, Anmerkungen) | Höchstplatzierung, Gesamtwochen, AuszeichnungChartplatzierungen (Jahr, Titel, Musiklabel, Platzierungen, Wochen, Auszeichnungen, Anmerkungen) | Höchstplatzierung, Gesamtwochen, AuszeichnungChartplatzierungen (Jahr, Titel, Musiklabel, Platzierungen, Wochen, Auszeichnungen, Anmerkungen) | Höchstplatzierung, Gesamtwochen, AuszeichnungChartplatzierungen (Jahr, Titel, Musiklabel, Platzierungen, Wochen, Auszeichnungen, Anmerkungen) | Anmerkungen                              |
| Jahr | Titel Musiklabel                                             | DE | AT | CH | UK | US | Anmerkungen                              |
| ---- | ------------------------------------------------------------ | --- | --- | --- | --- | --- | ---------------------------------------- |
| 1969 | In the Court of the Crimson King Island Records (E.G. Music) | DE73 a (1 Wo.)DE | — | — | UK5 Gold · (18 Wo.)UK | US28 Gold · (25 Wo.)US | Erstveröffentlichung: 10. Oktober 1969   |
| 1970 | In the Wake of Poseidon Island Records (E.G. Music)          | — | — | — | UK4 (12 Wo.)UK | US31 (13 Wo.)US | Erstveröffentlichung: 15. Mai 1970       |
| 1970 | Lizard Island Records (E.G. Music)                           | — | — | — | UK29 (2 Wo.)UK | US113 (10 Wo.)US | Erstveröffentlichung: 26. November 1970  |
| 1971 | Islands Island Records (E.G. Music)                          | DE35 (1 Wo.)DE | — | — | UK30 (1 Wo.)UK | US76 (12 Wo.)US | Erstveröffentlichung: 3. Dezember 1971   |
| 1973 | Larks’ Tongues in Aspic Island Records (E.G. Music)          | — | — | — | UK20 (4 Wo.)UK | US61 (14 Wo.)US | Erstveröffentlichung: 23. März 1973      |
| 1974 | Starless and Bible Black Island Records (E.G. Music)         | — | — | — | UK28 (2 Wo.)UK | US64 (11 Wo.)US | Erstveröffentlichung: 29. März 1974      |
| 1974 | Red Island Records (E.G. Music)                              | DE80 (1 Wo.)DE | — | — | UK45 (1 Wo.)UK | US66 (11 Wo.)US | Erstveröffentlichung: 7. Oktober 1974    |
| 1981 | Discipline Polydor (E.G. Music)                              | — | — | — | UK41 (4 Wo.)UK | US45 (17 Wo.)US | Erstveröffentlichung: September 1981     |
| 1982 | Beat Polydor (E.G. Music)                                    | — | — | — | UK39 (5 Wo.)UK | US52 (14 Wo.)US | Erstveröffentlichung: 22. September 1982 |
| 1984 | Three of a Perfect Pair Polydor (E.G. Music)                 | DE58 (1 Wo.)DE | — | — | UK30 (4 Wo.)UK | US58 (17 Wo.)US | Erstveröffentlichung: 27. März 1984      |
| 1995 | Thrak Discipline Global Mobile (BMG)                         | — | — | — | UK58 (1 Wo.)UK | US83 (2 Wo.)US | Erstveröffentlichung: April 1995         |
| 2000 | The construKction of light Discipline Global Mobile (BMG)    | DE67 (1 Wo.)DE | — | — | — | — | Erstveröffentlichung: 8. Mai 2000        |
| 2003 | The Power to Believe Sanctuary Records (BMG)                 | DE65 (1 Wo.)DE | — | — | — | US150 (1 Wo.)US | Erstveröffentlichung: 4. März 2003       |

grau schraffiert: keine Chartdaten aus diesem Jahr verfügbar

### Livealben
| Jahr | Titel Musiklabel                                                                       | Höchstplatzierung, Gesamtwochen, AuszeichnungChartplatzierungen (Jahr, Titel, Musiklabel, Platzierungen, Wochen, Auszeichnungen, Anmerkungen) | Höchstplatzierung, Gesamtwochen, AuszeichnungChartplatzierungen (Jahr, Titel, Musiklabel, Platzierungen, Wochen, Auszeichnungen, Anmerkungen) | Höchstplatzierung, Gesamtwochen, AuszeichnungChartplatzierungen (Jahr, Titel, Musiklabel, Platzierungen, Wochen, Auszeichnungen, Anmerkungen) | Höchstplatzierung, Gesamtwochen, AuszeichnungChartplatzierungen (Jahr, Titel, Musiklabel, Platzierungen, Wochen, Auszeichnungen, Anmerkungen) | Höchstplatzierung, Gesamtwochen, AuszeichnungChartplatzierungen (Jahr, Titel, Musiklabel, Platzierungen, Wochen, Auszeichnungen, Anmerkungen) | Anmerkungen                                                          |
| Jahr | Titel Musiklabel                                                                       | DE | AT | CH | UK | US | Anmerkungen                                                          |
| ---- | -------------------------------------------------------------------------------------- | --- | --- | --- | --- | --- | -------------------------------------------------------------------- |
| 1975 | USA Island Records (E.G. Music)                                                        | — | — | — | — | US125 (5 Wo.)US | Erstveröffentlichung: 3. Mai 1975                                    |
| 2016 | Radical Action to Unseat the Hold of Monkey Mind Discipline Global Mobile (Inner Knot) | DE100 (1 Wo.)DE | — | — | UK71 (1 Wo.)UK | — |                                                                      |
| 2018 | Live in Vienna Discipline Global Mobile (Inner Knot)                                   | — | AT50 (1 Wo.)AT | — | — | — | Erstveröffentlichung: 6. April 2018                                  |
| 2018 | Meltdown: Live in Mexico City Discipline Global Mobile (Inner Knot)                    | DE58 (1 Wo.)DE | — | — | — | — | Erstveröffentlichung: 19. Oktober 2018 Live in Mexico City Juli 2017 |

grau schraffiert: keine Chartdaten aus diesem Jahr verfügbar
Weitere Livealben
- 1972: Earthbound
- 1992: The Great Deceiver
- 1995: B’Boom. Official bootleg
- 1996: THRaKaTTaK
- 1997: Epitaph
- 1997: The Night Watch
- 1998: Absent Lovers
- 1999: Deja Vrooom (DVD)
- 2000: Cirkus
- 2001: Heavy ConstruKction
- 2001: Vrooom Vrooom
- 2001: Level Five (Limited Edition Tour CD)
- 2003: Eyes Wide Open (2 DVD)
- 2004: Neal and Jack and Me (DVD)
- 2006: The Collectable King Crimson Vol.1 – Live in Mainz 1974 / Live in Asbury Park 1974
- 2007: The Collectable King Crimson Vol.2 – Live in Bath 1981 / Live in Philadelphia 1982
- 2008: The Collectable King Crimson Vol.3 – Live at the Shepherds Bush Empire, London, 1996
- 2009: The Collectable King Crimson Vol.4 – Live at Roma, Warsaw, Poland 2000
- 2010: The Collectable King Crimson Vol.5 – Live in Sakano Sun Plaza, Tokyo, 5./6. Oktober 1995
- 2014: The Elements (2014 Tour Box)
- 2015: Live at the Orpheum
- 2015: The Elements (2015 Tour Box)
- 2016: Live in Toronto (November 20th 2015)
- 2016: The Elements (2016 Tour Box) (2 CDs mit 31 Titeln, 24 S. Booklet, Studio/Rehearsals/Live, 1969 bis 2016, teils bisher unveröffentlicht)
- 2017: Live in Chicago

### Kompilationen
- 1976: The Young Persons’ Guide To King Crimson (2 LPs / 2 CDs: A Personal Selection Compiled By Robert Fripp – Studio)
- 1986: The Compact King Crimson (1 CD – Studio)
- 1989: King Crimson 1989 (Limited Edition Boxed Set Celebrating 20 Years Of EG Records – 4 CDs – Studio; CD 1: In the court of the Crimson King; CD 2: Larks’ Tongues in Aspic; CD 3: Discipline; CD 4: The 20th Anniversary Album (A Unique Collection Of The Best Of EG Artists 1969–1989))
- 1991: The Abbreviated King Crimson: Heartbeat (1 CD – Studio)
- 1991: The Essential King Crimson: Frame by Frame (4 CDs – Studio und Live; CD 1: 1969–1971; CD 2: 1972 – 4; CD 3: 1981 – 4; CD 4: Live 1969–1984)
- 1992: The Great Deceiver (4 CDs – Live)
- 1993: The First Three (3 Limited Edition Picture Discs: In the court of the Crimson King, In the wake of Poseidon, Lizard)
- 1993: The Concise King Crimson: Sleepless (1 CD – Studio)
- 1996: Epitaph (4 CDs – Live; CD 1: BBC Radio Sessions, Fillmore East, New York: November 21st. 1969, Fillmore West San Francisco: December 14th. 1969; CD 2: Fillmore West, San Francisco: December 15th. 1969; CD 3: Plumpton Festival: August 9th. 1969; CD 4: Chesterfield Jazz Club: September 7th. 1969)
- 1999: The ProjeKcts (4 CDs; CD 1: ProjeKct One „Live at the Jazz Café“ (Tony Levin, Bill Bruford, Trey Gunn und Robert Fripp); CD 2: ProjeKct Two „Live Groove“ (Adrian Belew, Trey Gunn und Robert Fripp); CD 3: ProjeKct Three „Masque“ (Robert Fripp, Trey Gunn und Pat Mastelotto); CD 4: ProjeKct Four „West Coast Live“ (Robert Fripp, Trey Gunn, Tony Levin, Pat Mastelotto))
- 2004: The 21st Century Guide to King Crimson – Volume One 1969–1974 (4 CDs – Studio und Live; CD 1: In The Studio: 1969–1971; CD 2: Live: 1969–1972; CD 3: In The Studio: 1972–1974; CD 4: Live: 1973–1974)
- 2005: The 21st Century Guide to King Crimson – Volume Two 1981–2003 (4 CDs – Studio und Live; CD 1: In The Studio: 1981–1984; CD 2: Live: 1982–1984; CD 3: In The Studio: 1995–2003; CD 4: Live: 1994–2003)
- 2006: The Condensed 21st Century Guide To King Crimson 1969–2003 (2 CDs – Studio)
- 2007: The Great Deceiver (4 CDs – Live, siehe 1992)
- 2016: On (and Off) the Road 1981–1984 (11 CD, 3 DVD-Audio, 2 DVD, 3 BluRay)
- 2017: Sailors' Tales (1970–1972) (27 CDs)

### EPs
| Jahr | Titel Musiklabel                  | Höchstplatzierung, Gesamtwochen, AuszeichnungChartplatzierungen (Jahr, Titel, Musiklabel, Platzierungen, Wochen, Auszeichnungen, Anmerkungen) | Höchstplatzierung, Gesamtwochen, AuszeichnungChartplatzierungen (Jahr, Titel, Musiklabel, Platzierungen, Wochen, Auszeichnungen, Anmerkungen) | Höchstplatzierung, Gesamtwochen, AuszeichnungChartplatzierungen (Jahr, Titel, Musiklabel, Platzierungen, Wochen, Auszeichnungen, Anmerkungen) | Höchstplatzierung, Gesamtwochen, AuszeichnungChartplatzierungen (Jahr, Titel, Musiklabel, Platzierungen, Wochen, Auszeichnungen, Anmerkungen) | Höchstplatzierung, Gesamtwochen, AuszeichnungChartplatzierungen (Jahr, Titel, Musiklabel, Platzierungen, Wochen, Auszeichnungen, Anmerkungen) | Anmerkungen                         |
| Jahr | Titel Musiklabel                  | DE | AT | CH | UK | US | Anmerkungen                         |
| ---- | --------------------------------- | --- | --- | --- | --- | --- | ----------------------------------- |
| 1996 | Schizoid Man Virgin Records (EMI) | — | — | — | UK89 (2 Wo.)UK | — | Erstveröffentlichung: 24. Juni 1996 |

Weitere EPs
- 1994: Vrooom
- 2002: Happy With What You Have To Be Happy With

## Videoalben
- 1984: The Noise: Frejus (VHS aufgenommen 1982)
- 1984: Three of a Perfect Pair: Live in Japan (VHS aufgenommen 1984)
- 1996: Live in Japan (VHS aufgenommen 1995)
- 1999: déjà VROOOM (DVD aufgenommen 1995)
- 2003: Eyes Wide Open (DVD aufgenommen 2000 und 2003)
- 2004: Neal and Jack and Me (DVD aufgenommen 1982 und 1984)
- 2009: In the Court of the Crimson King
- 2009: Lizard
- 2009: Red
- 2010: In the Wake of Poseidon
- 2010: Islands
- 2011: Starless and Bible Black
- 2011: Discipline
- 2012: Larks’ Tongues in Aspic
- 2013: USA

## Boxsets
| Jahr | Titel                        | Höchstplatzierung, Gesamtwochen, AuszeichnungChartplatzierungen (Jahr, Titel, Platzierungen, Wochen, Auszeichnungen, Anmerkungen) | Höchstplatzierung, Gesamtwochen, AuszeichnungChartplatzierungen (Jahr, Titel, Platzierungen, Wochen, Auszeichnungen, Anmerkungen) | Höchstplatzierung, Gesamtwochen, AuszeichnungChartplatzierungen (Jahr, Titel, Platzierungen, Wochen, Auszeichnungen, Anmerkungen) | Höchstplatzierung, Gesamtwochen, AuszeichnungChartplatzierungen (Jahr, Titel, Platzierungen, Wochen, Auszeichnungen, Anmerkungen) | Höchstplatzierung, Gesamtwochen, AuszeichnungChartplatzierungen (Jahr, Titel, Platzierungen, Wochen, Auszeichnungen, Anmerkungen) | Anmerkungen |
| Jahr | Titel                        | DE | AT | CH | UK | US | Anmerkungen |
| ---- | ---------------------------- | --- | --- | --- | --- | --- | ----------- |
| 2020 | The Complete 1969 Recordings | DE88 (1 Wo.)DE | — | — | — | — |             |

## Sonderveröffentlichungen

### Seitenprojekte
- 2011: Jakszyk, Fripp and Collins: A Scarcity Of Miracles – A King Crimson ProjeKct (CD & DVD)

### The King Crimson Collectors’ Club
- 1999: Live at The Marquee 1969, 16. Mai & 17. Oktober 1969 (Nr. 1, damals noch D.G.M Collectors’ Club)
- 1999: Live in Jacksonville, 1972, 26. Februar 1972 (Nr. 2, damals noch D.G.M Collectors’ Club)
- 1999: The Beat Club Bremen 1972, 17. Oktober 1972 (Nr. 3, damals noch D.G.M Collectors’ Club)
- 1999: Live at Cap D'Agde, 1982, 26. & 27. August 1982 (Nr. 4, damals noch D.G.M Collectors’ Club)
- 1999: On Broadway, 20., 21., 22., 24. & 25. November 1995 (Nr. 5&6)
- 1999: ProjeKct Four: The Roar of P4 – Live in San Francisco, 1. November 1998 (Nr. 7)
- 1999: The VROOOM sessions April May 1994, 20. April – 4. Mai 1994 (Nr. 8)
- 2000: Live At Summit Studios, Denver, 12. März 1972 (Nr. 9)
- 2000: A Beginners’ Guide To The King Crimson Collectors’ Club
- 2000: Live in Central Park, NYC, 1. Juli 1974 (Nr. 10)
- 2000: Discipline – Live At Moles Club Bath, 30. April 1981 (Nr. 11)
- 2000: Live in Hyde Park, 5. Juli 1969 (Nr. 12, einschl. 2 Bonustracks)
- 2000: Nashville Rehearsals, S.I.R Studios Mai 1997 (Nr. 13)
- 2000: Live at Plymouth Guildhall, 11. Mai 1971 (Nr. 14)
- 2001: Live in Mainz, 30. März 1974 (Nr. 15)
- 2001: Live in Berkeley, CA, 13. August 1982 (Nr. 16)
- 2001: ProjeKct Two: Live in Northampton, Ma, 1. Juli 1998 (Nr. 17)
- 2001: Live in Detroit, MI, 13. Dezember 1971 (Nr. 18)
- 2001: Live in Nashville, TN, 9. & 10. November 2001 (Nr. 19)
- 2002: Live at the Zoom Club, 13. Oktober 1972 (Nr. 20)
- 2002: Ladies of the Road Live 1971–1972 Collectors’ Club Spec. Ed.
- 2002: Champaign – Urbana Sessions, 17. – 30. Januar 1983 (Nr. 21)
- 2003: Jazz Cafe Suite, 1. – 4. Dezember 1997 ProjeKct One (Nr. 22)
- 2003: Live in Orlando, FL, 27. Februar 1972 (Nr. 23)
- 2003: Live in Guildford, 13. November 1972 (Nr. 24)
- 2003: EleKtriK, 16. April 2003 Special Edition
- 2004: Live at Fillmore East, 21. & 22. November 1969 (Nr. 25)
- 2004: Live in Philadelphia, PA, 30. Juli 1982 (Nr. 26)
- 2004: Live in Austin, TX, 25. März 1999 ProjeKct Three (Nr. 27)
- 2004: Live in Warsaw, 11. Juni 2000 (Nr. 28)
- 2005: Live in Heidelberg, 29. März 1974 (Nr. 29)
- 2005: Live in Brighton, 16. Oktober 1971 (Nr. 30)
- 2006: Live at Wiltern Theater, 1. Juli 1995 (Nr. 31)
- 2006: Live in Munich, 29. September 1982 (Nr. 32)
- 2006: Live in Chicago, Il, 4. Juni 1998 ProjeKct Two (Nr. 33)
- 2007: Live in Alexandria, VA, 3. März 2003 ProjeKct Three (Nr. 34)
- 2007: Live in Denver, CO, Il, 13. März 1972 (Nr. 35)
- 2007: Live in Kassel, Germany, 1. April 1974 (Nr. 36)
- 2008: Live at the Pier, NYC, 2. August 1982 (Nr. 37)
- 2008: Live in Philadelphia, PA, 26. August 1996 (Nr. 38)
- 2008: Live in Milan, 20. Juni 2003 (Nr. 39)
- 2009: Live in Boston, 27. März 1972 (Nr. 40)
- 2009: Live in Zurich, 15. November 1973 (Nr. 41)
- 2010: Rhearsals & Blows, Mai – November 1983 (Nr. 42)
- 2010: Live in Chicago, IL, 29. November 1995 (Nr. 43)
- 2011: Live in New Haven, CT, 16. November 2003 (Nr. 44)
- 2011: Live in Toronto, IL, 24. Juni 1974 (Nr. 45)
- 2012: Live at The Marquee, 10. August 1971 (Nr. 46)
- 2012: Live in Argentina, 1994 (Nr. 47)
- 2019: Live in Newcastle, December 8, 1972 (Nr. 48)

## Statistik

### Chartauswertung
|                     | DE    | AT    | CH    | UK     | US     |
| ------------------- | ----- | ----- | ----- | ------ | ------ |
| Nummer-eins-Alben   | DE—DE | AT—AT | CH—CH | UK—UK  | US—US  |
| Top-10-Alben        | DE—DE | AT—AT | CH—CH | UK2UK  | US—US  |
| Alben in den Charts | DE9DE | AT1AT | CH—CH | UK13UK | US13US |

### Auszeichnungen für Musikverkäufe
| Goldene Schallplatte - Frankreich - 1976: für das Album In the Court of the Crimson King | Platin-Schallplatte - Italien - 2025: für das Album In the Court of the Crimson King - Kanada - 1981: für das Album In the Court of the Crimson King |

Anmerkung: Auszeichnungen in Ländern aus den Charttabellen bzw. Chartboxen sind in ebendiesen zu finden.
| Land/RegionAuszeichnungen für Musikverkäufe (Land/Region, Auszeichnungen, Verkäufe, Quellen) | Gold     | Platin     | Verkäufe | Quellen         |
| -------------------------------------------------------------------------------------------- | -------- | ---------- | -------- | --------------- |
| Frankreich (SNEP)                                                                            | Gold1    | —          | 100.000  | infodisc.fr     |
| Italien (FIMI)                                                                               | —        | Platin1    | 50.000   | fimi.it         |
| Kanada (MC)                                                                                  | —        | Platin1    | 100.000  | musiccanada.com |
| Vereinigte Staaten (RIAA)                                                                    | Gold1    | —          | 500.000  | riaa.com        |
| Vereinigtes Königreich (BPI)                                                                 | Gold1    | —          | 100.000  | bpi.co.uk       |
| Insgesamt                                                                                    | 3× Gold3 | 2× Platin2 |          |                 |